# James Binney
James Jeffrey Binney FRS, FInstP (Surrey, 1950) é um astrofísico britânico. É professor de física da Universidade de Oxford.

## Publicações
Livros:
- Galactic Astronomy, por Dimitri Mihalas and James Binney, Freeman 1981.
- Galactic Dynamics, por James Binney and Scott Tremaine, Princeton University Press, 1988.
- The Theory of Critical Phenomena por J. J. Binney, N. J. Dowrick, A. J. Fisher & M. E. J. Newman, Oxford University Press, 1992.
- Galactic Astronomy (2ª edição), por James Binney and Michael Merrifield, Princeton University Press, 1998.
- Galactic Dynamics (2ª edição), por James Binney and Scott Tremaine, Princeton University Press, 2008.
- James Binney; David Skinner (2008). The Physics of Quantum Mechanics: An Introduction. [S.l.]: Cappella Archive. ISBN 1902918487